# Buglowiec (Nieboczowy)
Buglowiec – część wsi Nieboczowy w Polsce położona na Górnym Śląsku w województwie śląskim, w powiecie wodzisławskim, w gminie Lubomia. Do 31 grudnia 2016 była to część wsi Syrynia.
W latach 1975–1998 miejscowość administracyjnie należała do województwa katowickiego.

## Nazwa
W alfabetycznym spisie miejscowości na terenie Śląska wydanym w 1830 roku we Wrocławiu przez Johanna Knie występuje pod obecnie używaną, polską nazwą Buglowiec oraz nazwą zgermanizowaną Buglowitz.